# Итаи, Хидэми
Хидэ́ми Ита́и (яп. 板井秀美 Itai Hidemi) — японская кёрлингистка.
В составе женской сборной Японии участница двух чемпионатов мира (наивысшее занятое место — шестое), чемпионка Тихоокеанского региона (1993). Двукратная чемпионка Японии среди женщин.
Играла в основном на позиции второго и третьего.

## Достижения
- Тихоокеанско-азиатский чемпионат по кёрлингу: золото (1993).
- Чемпионат Японии по кёрлингу среди женщин: золото (1991, 1993).

## Команды
| Сезон   | Четвёртый    | Третий          | Второй      | Первый          | Запасной       | Турниры           |
| ------- | ------------ | --------------- | ----------- | --------------- | -------------- | ----------------- |
| 1990—91 | Маюми Сэгути | Утагэ Мацудзаки | Руми Митита | Хидэми Итаи     | Yukari Mabuchi | ЧЯЖ 1991          |
| 1991—92 | Маюми Сэгути | Мидори Кудо     | Маюми Абэ   | Руми Митита     | Хидэми Итаи    | ЧМ 1992 (9 место) |
| 1992—93 | Маюми Сэгути | Маюми Абэ       | Хидэми Итаи | Miyuki Nonomura |                | ЧЯЖ 1993          |
| 1992—93 | Маюми Сэгути | Маюми Абэ       | Хидэми Итаи | Акэми Нива      | Наоми Кавано   | ЧМ 1993 (6 место) |
| 1993—94 | Маюми Сэгути | Хидэми Итаи     | Акэми Нива  | Miyuki Nonomura | Мами Нисиока   | ТАЧ 1993          |

(скипы выделены полужирным шрифтом)